# Semiárido brasileiro
O semiárido brasileiro é uma região definida na Lei Federal nº 7.827, de 27 de setembro de 1989 e delimitada pelo Ministério da Integração Nacional.  Substitui o polígono das secas. Por força da Lei Federal nº 13.568, de 21 de dezembro de 2017, o município de Mossoró, no Rio Grande do Norte, se tornou oficialmente a capital da região.
Abrange os estados da Região Nordeste, além do Sudeste (13,52%) também, ocupando uma área total de 1 128 697 km². Ocupa os estados de Alagoas, Bahia, Ceará, Maranhão, Minas Gerais, Paraíba, Pernambuco, Piauí, Rio Grande do Norte e Sergipe.
O Semiárido brasileiro é a área semiárida mais povoada do mundo, como também a mais chuvosa.
A exploração inadequada dos solos faz com que 68% do semiárido nordestino esteja em processo grave de desertificação.

## Clima

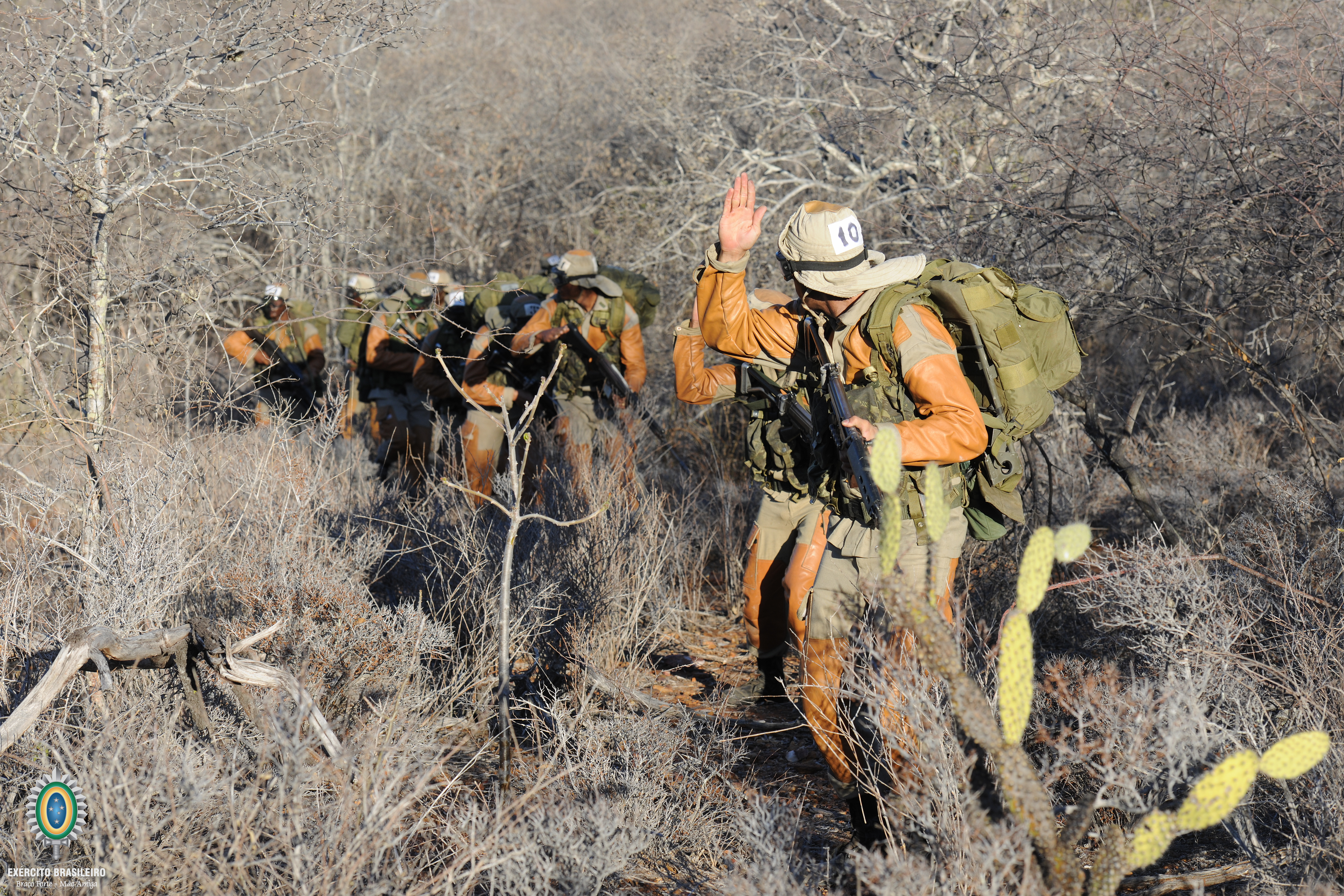
Combatentes de caatinga do 72.º Batalhão de Infantaria Motorizado em Petrolina, Pernambuco.

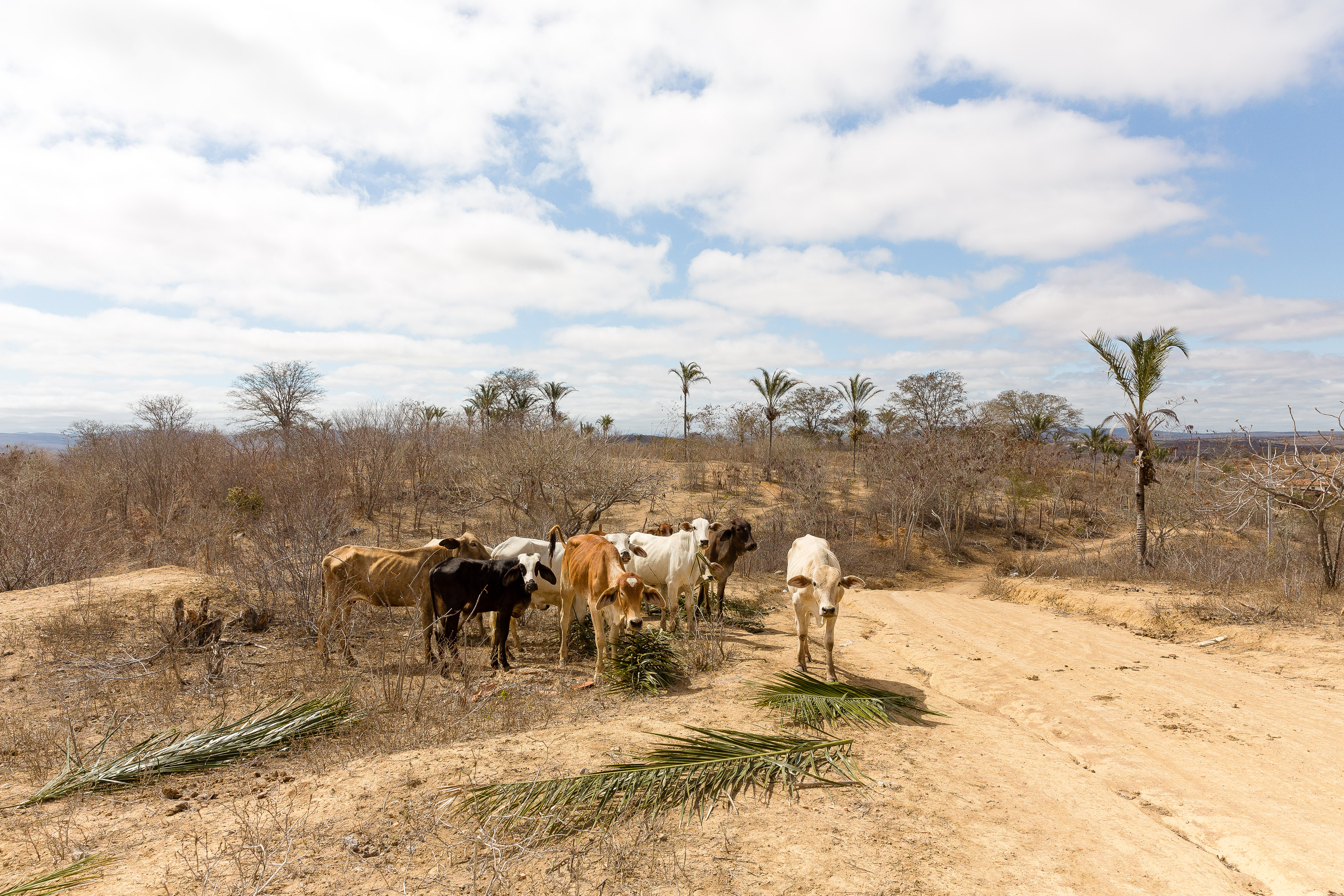
Semiárido no município de Planalto, Bahia.

O clima semiárido está presente no Brasil nas regiões Nordeste e Sudeste (norte de Minas Gerais), associado ao importante bioma da caatinga, rico em biodiversidade, endemismos e bastante heterogênea. A área do semiárido corresponde a aproximadamente 982 563,3 quilômetros quadrados (cerca de 11% do total do território). Na classificação brasileira, o clima semiárido é aquele com precipitação inferior a 1000 mm por ano. Com precipitação média anual inferior a 300 mm por ano e estiagens que duram às vezes mais de dez meses, Cabaceiras, na Paraíba, tem o título de município mais seco do país.
Devido a proximidade com o Equador, o clima semiárido brasileiro possui uma configuração própria, o que permite ser considerado um dos climas mais complexos do mundo, devido principalmente a  seu  sistema  de  circulação  atmosférica.
É definido por quatro dos principais sistemas de circulação atmosférica. Ao atuarem na região, os bloqueios atmosféricos podem provocar longos períodos de estiagem (nos anos marcados pelo fenômeno de El Niño). Já o período de chuvas se concentra em poucos meses do ano, principalmente no "inverno do NE", associado à passagem de frentes frias e a atuação da Zona de Convergência Intertropical (ZCIT) e das bordas dos vórtices ciclônicos em altos níveis (VCANs) troposféricos (no verão).
A precipitação pluviométrica é em média cerca de 750 mm por ano, podendo apresentar grande variabilidade climática (ano a ano) e uma distribuição irregular no espaço e no tempo. As altas temperaturas médias anuais (cerca de 26oC), com pequena variabilidade interanual, exercem forte efeito sobre a evapotranspiração potencial que, por sua vez, determinam o déficit hídrico durante a estiagem anual, daí a importância da irrigação ao longo do rio São Francisco para o manejo e aumento da produtividade agrícola, principalmente de frutas.
A principal característica hidrográfica do Semiárido brasileiro é o caráter intermitente de seus rios. Esta característica está diretamente relacionada com a precipitação da região. Os rios e riachos são irregulares, onde o fluxo de água superficial desaparece durante seu período de estiagem. O domínio dos rios  intermitentes está associado aos limites do clima semiárido; inicia-se na calha do Rio Parnaíba e se estende até o sul do sertão baiano.

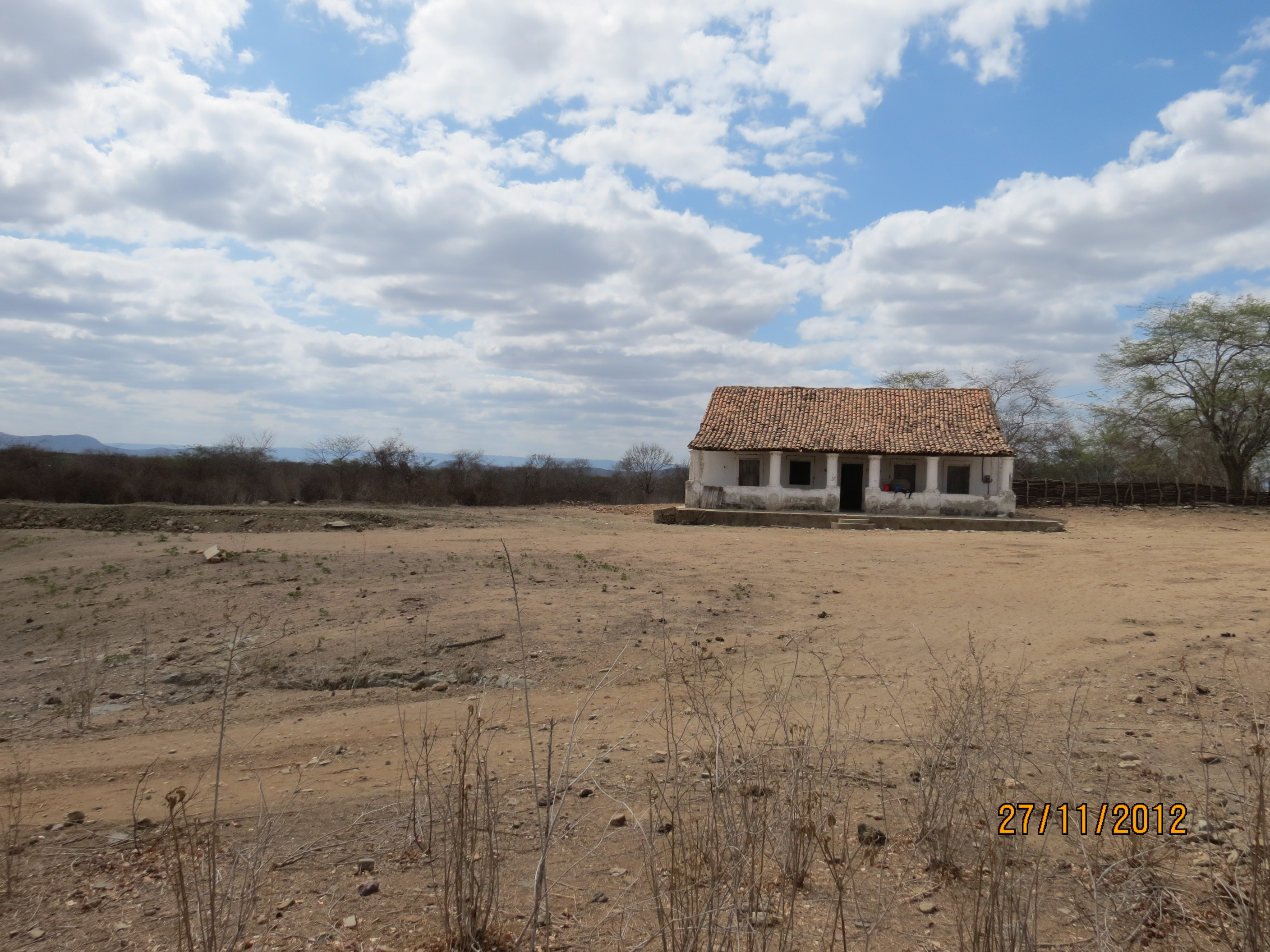
Casa de Fazenda abandonada em Cariré, Ceará.

A evapotranspiração é o fluxo de vapor de água da superfície e vegetação para a atmosfera, sendo um componente importantíssimo do balanço hídrico e de energia da superfície.  Como o subsolo é rico em rochas cristalinas (de baixa permeabilidade), a formação de aquíferos subterrâneos é inibida.  O regime de chuvas rápidas e fortes também impedem a penetração de água no subsolo.  Uma outra característica do semiárido brasileiro é a presença de sais nos solos, precipitados pela evaporação intensa, o que inibe a produtividade agrícola.
A pesquisa relacionada ao clima também estuda os parâmetros agrometeorológicos que afetam o desenvolvimento e rendimento das culturas – em particular aqueles relacionados com o suprimento de água para os processos metabólicos das plantas. Estudos têm sido realizados para estimar a evapotranspiração, essenciais para o estabelecimento de programa de irrigação eficazes. Os estudos no NE abrangem as culturas de manga, banana, goiaba, acerola e de tâmara.
Para conviver com a distribuição irregular das chuvas, uma das técnicas mais utilizadas no semiárido brasileiro é o armazenamento da água em açudes, para utilização nos períodos secos. O Departamento Nacional de Obras Contra as Secas (DNOCS) tem utilizado esta técnica há mais de um século, com a construção de grandes açudes públicos em todos os Estados da região Nordeste. Outra forma é a construção de cisternas que guardam a água das chuvas recolhida pelos telhados das casas.
O problema da distribuição e acesso à água é mais relevante no NE brasileiro que propriamente sua escassez. Na maior parte do semiárido brasileiro, a precipitação média anual é de mesma ordem de grandeza daquela encontrada, por exemplo, em cidades europeias como Paris e Barcelona.